# Tim Schwartz
Tim Schwartz (Kirchheimbolanden, 21 novembre 1987) è un ex cestista tedesco.